# Danh sách di sản văn hóa Tây Ban Nha được quan tâm ở Escorca
Danh sách di sản văn hóa Tây Ban Nha được quan tâm ở Escorca.
| Tên                                                           | Dạng                                   | Địa điểm                              | Tọa độ                                        | Số hồ sơ tham khảo? | Ngày nhận danh hiệu? | Hình ảnh                                                                     |
| ------------------------------------------------------------- | -------------------------------------- | ------------------------------------- | --------------------------------------------- | ------------------- | -------------------- | ---------------------------------------------------------------------------- |
| Albarca                                                       | Di tích Kiến trúc phòng thủ            | Escorca                               | 39°49′45″B 2°52′34″Đ / 39,829208°B 2,876052°Đ | RI-51-0008414       | 30-11-1993           | Upload image                                                                 |
| Đồi phòng thủ Cals Reis (Túnel des Nu sa Corbata)             | Di tích Khảo cổ học                    | Escorca                               | 39°49′26″B 2°46′42″Đ / 39,823876°B 2,778297°Đ | RI-51-0002020       | 10-09-1966           | Upload image                                                                 |
| Đồi foritificada Can Pontico (Collet des Voltor)              | Di tích Khảo cổ học                    | Escorca                               |                                               | RI-51-0002022       | 10-09-1966           | Upload image                                                                 |
| Đồi phòng thủ Mortitx (Cingle Ses Mules)                      | Di tích Khảo cổ học                    | Escorca                               | 39°52′25″B 2°55′20″Đ / 39,873707°B 2,922319°Đ | RI-51-0002038       | 10-09-1966           | Upload image                                                                 |
| Đồi phòng thủ Mortixet                                        | Di tích Khảo cổ học                    | Escorca                               | 39°52′12″B 2°55′40″Đ / 39,869936°B 2,927819°Đ | RI-51-0002039       | 10-09-1966           | Upload image                                                                 |
| Đồi phòng thủ Son Marc (Coll des Moixerrins)                  | Di tích Khảo cổ học                    | Escorca                               | 39°51′45″B 2°56′00″Đ / 39,862522°B 2,933437°Đ | RI-51-0002044       | 10-09-1966           | Upload image                                                                 |
| Quần thể tiền sử Cúber (Es Frare)                             | Di tích Khảo cổ học                    | Escorca                               | 39°46′46″B 2°47′22″Đ / 39,779567°B 2,789545°Đ | RI-51-0002028       | 10-09-1966           | Upload image                                                                 |
| Quần thể tiền sử Femenia Nou (Sa Rota Paparrí)                | Di tích Khảo cổ học                    | Escorca                               | 39°51′35″B 2°54′21″Đ / 39,859729°B 2,905734°Đ | RI-51-0002033       | 10-09-1966           | Upload image                                                                 |
| Quần thể tiền sử Mossa (Pujol Mal Pas)                        | Di tích Khảo cổ học                    | Escorca                               | 39°51′03″B 2°53′33″Đ / 39,850779°B 2,892534°Đ | RI-51-0002041       | 10-09-1966           | Upload image                                                                 |
| Quần thể tiền sử Mossa (Sementer Des Mal Pas)                 | Di tích Khảo cổ học                    | Escorca                               | 39°51′04″B 2°53′32″Đ / 39,850978°B 2,892197°Đ | RI-51-0002040       | 10-09-1966           | Upload image                                                                 |
| Quần thể tiền sử Muntanya (Coma sa Vinya)                     | Di tích Khảo cổ học                    | Escorca                               | 39°51′31″B 2°55′09″Đ / 39,858658°B 2,91918°Đ  | RI-51-0002042       | 10-09-1966           | Upload image                                                                 |
| Quần thể tiền sử s'Estret d'Almallutx (Font Des Poll)         | Di tích Khảo cổ học                    | Escorca                               | 39°47′51″B 2°49′05″Đ / 39,797636°B 2,818096°Đ | RI-51-0002032       | 10-09-1966           | Upload image                                                                 |
| Quần thể tiền sử sa possessió d'Escorca                       | Di tích Khảo cổ học                    | Escorca                               | 39°49′38″B 2°50′49″Đ / 39,827321°B 2,846987°Đ | RI-51-0002029       | 10-09-1966           | Upload image                                                                 |
| Cruz s'Amitger (Gozo Virgen)                                  | Di tích Cruz de término                | Escorca Lluc                          | 39°49′18″B 2°53′04″Đ / 39,821738°B 2,884512°Đ | RI-51-0010281       | 25-09-1998           | Cruz de s'Amitger · Upload image                                             |
| Cruz Barracar (Goig Mare Déu)                                 | Di tích Cruz de término                | Escorca                               | 39°49′17″B 2°53′05″Đ / 39,821376°B 2,884636°Đ | RI-51-0010283       | 25-09-1998           | Cruz del Barracar · Upload image                                             |
| Cruz Menut                                                    | Di tích Cruz de término                | Escorca                               |                                               | RI-51-0010282       | 25-09-1998           | Upload image                                                                 |
| Hang Mortitx (Sa Cova Mala)                                   | Di tích Khảo cổ học                    | Escorca                               | 39°51′46″B 2°55′28″Đ / 39,862897°B 2,924319°Đ | RI-51-0002036       | 10-09-1966           | Upload image                                                                 |
| Hang Sa Calobra (Can Maiet)                                   | Di tích Khảo cổ học                    | Escorca                               |                                               | RI-51-0002019       | 10-09-1966           | Upload image                                                                 |
| Hang sa Cometa des Morts                                      | Di tích Khảo cổ học                    | Escorca                               | 39°49′54″B 2°53′39″Đ / 39,831788°B 2,894214°Đ | RI-51-0002025       | 10-09-1966           | Upload image                                                                 |
| Hang Son Torrella (Sa Coma)                                   | Di tích Khảo cổ học                    | Escorca                               | 39°46′40″B 2°46′21″Đ / 39,777643°B 2,772596°Đ | RI-51-0002045       | 10-09-1966           | Upload image                                                                 |
| Hang Tossals Verds (Cova des Moros hay dels Ossos)            | Di tích Khảo cổ học                    | Escorca                               |                                               | RI-51-0002047       | 10-09-1966           | Upload image                                                                 |
| Habitación prehistórica Almallutx                             | Di tích Khảo cổ học                    | Escorca                               | 39°47′58″B 2°49′21″Đ / 39,799535°B 2,822413°Đ | RI-51-0002017       | 10-09-1966           | Upload image                                                                 |
| Habitación prehistórica Turixant Dalt (Sa Serra)              | Di tích Khảo cổ học                    | Escorca                               | 39°49′22″B 2°49′05″Đ / 39,822684°B 2,817925°Đ | RI-51-0002048       | 10-09-1966           | Upload image                                                                 |
| Nhà thờ Els Potxets ở Santuario Nuestra Señora Lluc           | Di tích Kiến trúc tôn giáo             | Escorca                               | 39°49′21″B 2°53′08″Đ / 39,822379°B 2,885434°Đ | RI-51-0004647       | 18-05-1982           | Iglesia Els Potxets en el Santuario de Nuestra Señora de Lluc · Upload image |
| Calobra                                                       | Di tích Kiến trúc quân sự              | Escorca Torrente des Racó, sa Calobra | 39°50′35″B 2°47′39″Đ / 39,843007°B 2,794084°Đ | RI-51-0008416       | 30-11-1993           | Upload image                                                                 |
| Menut                                                         | Di tích Kiến trúc quân sự              | Escorca Carretera Ma-10               | 39°49′50″B 2°53′59″Đ / 39,830528°B 2,89984°Đ  | RI-51-0008415       | 30-11-1993           | Menut · Upload image                                                         |
| Mola Can Termes                                               | Di tích Kiến trúc phòng thủ            | Escorca                               | 39°50′54″B 2°46′59″Đ / 39,848281°B 2,783092°Đ | RI-51-0008410       | 30-11-1993           | Upload image                                                                 |
| Nghĩa địa Llunc (Es Torrent)                                  | Di tích Khảo cổ học Necrópolis         | Escorca                               |                                               | RI-51-0002034       | 10-09-1966           | Upload image                                                                 |
| Nghĩa địa sa possessió d'Escorca (Es Palau)                   | Di tích Khảo cổ học Necrópolis         | Escorca                               | 39°49′32″B 2°50′52″Đ / 39,82561°B 2,84782°Đ   | RI-51-0002031       | 10-09-1966           | Upload image                                                                 |
| Peña Roja Calobra                                             | Di tích Kiến trúc phòng thủ            | Escorca                               |                                               | RI-51-0008412       | 30-11-1993           | Upload image                                                                 |
| Tàn tích tiền sử Llunc (Marjanó)                              | Di tích Khảo cổ học                    | Escorca                               | 39°49′42″B 2°53′54″Đ / 39,828259°B 2,898412°Đ | RI-51-0002035       | 10-09-1966           | Upload image                                                                 |
| Tàn tích tiền sử Mortitx (Levanor)                            | Di tích Khảo cổ học                    | Escorca                               | 39°52′43″B 2°54′19″Đ / 39,87865°B 2,905357°Đ  | RI-51-0002037       | 10-09-1966           | Upload image                                                                 |
| Tàn tích tiền sử des Tossals Verds (Coma des Pou)             | Di tích Khảo cổ học                    | Escorca                               | 39°46′07″B 2°49′02″Đ / 39,768694°B 2,817354°Đ | RI-51-0002046       | 10-09-1966           | Upload image                                                                 |
| Tàn tích tiền sử Bini Gran                                    | Di tích Khảo cổ học                    | Escorca                               | 39°49′12″B 2°46′56″Đ / 39,819919°B 2,782166°Đ | RI-51-0002018       | 10-09-1966           | Upload image                                                                 |
| Tàn tích tiền sử Can Pau                                      | Di tích Khảo cổ học                    | Escorca                               |                                               | RI-51-0002021       | 10-09-1966           | Upload image                                                                 |
| Tàn tích tiền sử Can Pontico (Es Marges)                      | Di tích Khảo cổ học                    | Escorca                               | 39°50′49″B 2°51′32″Đ / 39,847068°B 2,858994°Đ | RI-51-0002023       | 10-09-1966           | Upload image                                                                 |
| Tàn tích tiền sử sa Nhà Nova d'en Janer (Sementer ses Pedres) | Di tích Khảo cổ học                    | Escorca                               |                                               | RI-51-0002024       | 10-09-1966           | Upload image                                                                 |
| Tàn tích tiền sử sa Costera (Es Bassol)                       | Di tích Khảo cổ học                    | Escorca                               |                                               | RI-51-0002027       | 10-09-1966           | Upload image                                                                 |
| Tàn tích tiền sử des Cosconar                                 | Di tích Khảo cổ học                    | Escorca                               |                                               | RI-51-0002026       | 10-09-1966           | Upload image                                                                 |
| Talayote sa Plana d'Albarca (Nhà des Moro)                    | Di tích Khảo cổ học Văn hóa talayótica | Escorca                               | 39°50′58″B 2°52′27″Đ / 39,849338°B 2,874174°Đ | RI-51-0002043       | 10-09-1966           | Upload image                                                                 |
| Talayote sa possessió d'Escorca (Sa Miranda)                  | Di tích Khảo cổ học Văn hóa talayótica | Escorca                               | 39°49′54″B 2°50′56″Đ / 39,831747°B 2,848753°Đ | RI-51-0002030       | 10-09-1966           | Upload image                                                                 |
| Tháp Forat                                                    | Di tích Kiến trúc phòng thủ            | Escorca Playa de Tuent                | 39°50′31″B 2°46′02″Đ / 39,841976°B 2,767119°Đ | RI-51-0008411       | 30-11-1993           | Upload image                                                                 |
| Tháp Lluc                                                     | Di tích Kiến trúc phòng thủ            | Escorca                               | 39°51′49″B 2°50′19″Đ / 39,863504°B 2,838538°Đ | RI-51-0008409       | 30-11-1993           | Upload image                                                                 |
| Tháp Bosc                                                     | Di tích Kiến trúc phòng thủ            | Escorca La Calobra                    | 39°51′03″B 2°48′07″Đ / 39,85081°B 2,802071°Đ  | RI-51-0008413       | 30-11-1993           | Upload image                                                                 |